# Орден Чотирьох Імператорів
Стародавній Орден Святого Георгія, Орден Стародавньої Шляхти або Орден Чотирьох Імператорів (нім. Alter Orden vom St. Georg, Orden vom alten Adel, Orden der Vier Römischen Kaiser; англ. Order of the Old Nobility, Order of the Four Emperors, Ancient Order of Saint George) — історичний світський лицарський орден, вперше заснований в 1308 року.
Був відновлений як особистий світський орден 6 грудня 1768 року графом Філіпом Фердинандом Лімбург-Штирум з Вестфалії.

## Історія
Орден Стародавньої Шляхти був заснований німецьким королем Генріхом VII з династії Люксембург, після його обрання 1308 року. У своїй політиці Генріх VII намагався зміцнити королівську владу та розширити свій вплив. Для цього він намагався послабити силу німецьких князів за рахунок розвитку прихильного до нього дрібного лицарства.
Є відомості, що Древній орден лицарів святого Георгія був заснований 1352 року імператором Карлом IV, онуком Генріх VII. Цілком можливо, що лицарський орден, який був заснований Генріхом, і після його смерті занепав, був відроджений Карлом з метою розвитку лицарства в імперії.
1408 року їх нащадок, король Угорщини, титулярний король Галичини та Володимирії Сигізмунд I заснував католицький Орден Дракона. У цей період, після поразки від османських сил, орден повинен був слугувати зміцненню християнських і лицарських чеснот та надати захист від Святого Георгія, покровителя лицарів. Зі смертю Сигізмунда I в 1437 році, імператорська династія Люксембургів припинила своє існування.
У середині 15-го століття, імператори династії Габсбурґів відроджують орден Святого Георгія. З 19-го століття Орден культивує щиру відданість й лояльність по відношенню до будинку Габсбурґів. Це орден проіснував до 1938 року, коли був розпущений нацистським режимом після анексії Австрії.

1769 року граф з Вестфалії Філіп Фердинанд з роду Лімбург-Штирум, на вшанування пам'яті чотирьох імператорів з династії Люксембург, а саме Генріха VII (правив 1308—1313), Карла IV (1347—1378), Вацлава IV (1378—1410) і Сигізмунда І (1410—1437) заснував цивільний лицарський орден Чотирьох Імператорів. 

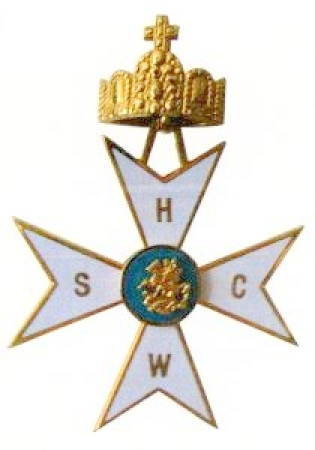
Стародавній орден Св. Георгія (Орден Чотирьох Імператорів)

Сучасний Старий орден Святого Георгія, виконаний у вигляді хреста на променях якого зазначені чотири літери: Н (Генріх VII), S (Сигізмунд), C (Карл IV), W (Вацлав). Саме тому цей орден ще зветься «Чотирьох Імператорів Священної Римської Імперії династії Люксембург».
Образ Святого Георгія використовувався й в інших європейських лицарських орденах, оскільки традиційно Св. Георгій вважається покровителем лицарства й воїнів.